# Холдер, Нодди
Нодди Холдер (англ. Noddy Holder; полное имя Невилл Джон Холдер, англ. Neville John Holder; род. 15 июня 1946, Уолсолл, Стаффордшир, Англия) — британский музыкант и актёр, бывший вокалист и гитарист рок-группы «Slade». Вместе с бас-гитаристом Джимом Ли является автором большинства песен группы. Холдер известен благодаря своей особенной манере пения. В 2000 году награждён Орденом Британской Империи.

## Биография

### Ранние годы
Невилл Холдер родился в районе Колдмор, недалеко от центра Уолсолла, но в начале 1950-х его семья переехала в район Бичдейл на севере города. Невилл с детства интересовался музыкой, в 13 лет получил от родителей первую гитару и с друзьями по школе создал группу «The Rockin' Phantoms». Окончив школу, он устроился продавцом автозапчастей, чтобы заработать на электрогитару и усилитель.
Первая его профессиональная группа — «The Memphis Cutouts». Вместе с группой «Steve Brett & the Mavericks» он записал четыре сингла для лейбла «Columbia Records». Примерно тогда Холдер взял себе псевдоним «Нодди» (простак, дурачок).

### Slade
Основная статья: Slade

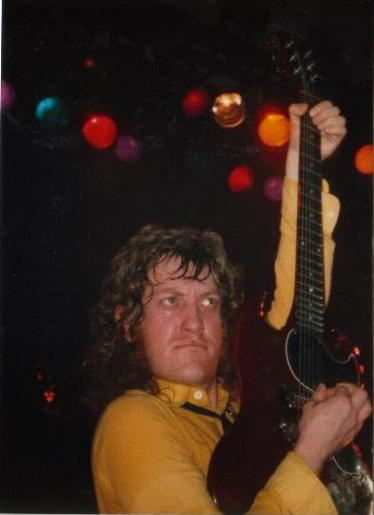
1981 год

В 1966 году ударник Дон Пауэлл предложил Холдеру присоединиться к группе «'NBetweens», где уже играли гитарист/басист Дейв Хилл и басист/клавишник/скрипач/композитор Джим Ли. Группа сменила название на «Ambrose Slade», а потом на «Slade». Как и все глэм-рокеры, «Slade» носили яркую одежду, особенно бросалась в глаза шляпа Холдера, украшенная маленькими зеркальцами. Холдер запомнился публике благодаря своему сильному голосу и особенному стилю пения. Его голос прекрасно подходил для тяжёлого рока, однако Холдер справился и с лиричными балладами вроде «Everyday» и «How Does It Feel?».
Ли и Холдер образовали успешный творческий дуэт и сочинили почти все песни группы. За 25 лет работы в оригинальном составе «Slade» выпустили 40 хитовых синглов и около 20 альбомов. Самая известная песня группы — «Merry Xmas Everybody» авторства Холдера и Ли, записанная в 1973 году и ставшая третьей песней «Slade», занявшей в британском хит-параде сразу первое место. Это самый продаваемый сингл «Slade» и одна из популярнейших рождественских песен в мире.
В 1991 году, проведя 25 лет в составе «Slade», Холдер начал сольную карьеру. Его примеру последовал Джим Ли. Хилл и Пауэлл продолжают играть в «Slade» с новыми вокалистом и бас-гитаристом.

### Сольная карьера
После ухода из «Slade» Нодди появлялся в сотнях телевизионных шоу, из которых больше всего запомнился комедийно-драматический сериал «Гримлиз» (1996—2001), в котором он играл учителя музыки Невилла Холдера. Для этого сериала Холдер записал акустические версии песен «Slade»: «Coz I Luv You», «Cum On Feel the Noize», «Mama Weer All Crazee Now» и « Everyday».
В 1990-х он вёл собственные радиопередачи на станциях «Piccadilly 1152» and «Key 103» в Манчестере, а с 2000 по 2004 — на «Century» и «Capital Radio». Также он представил 31 эпизод телеигры « Noddy’s Electric Ladyland» и был капитаном команды в музыкальной игре «A Question of Pop». В телешоу «Боб-строитель» его увековечили в виде марионетки по имени Бангер.
В 1999 году Холдер написал автобиографию, «Who’s Crazee Now?» («Ну и кто тут спятил?»), название которой отображает хит «Slade» «Mama Weer All Crazee Now» («Мама, мы тут все спятили»).

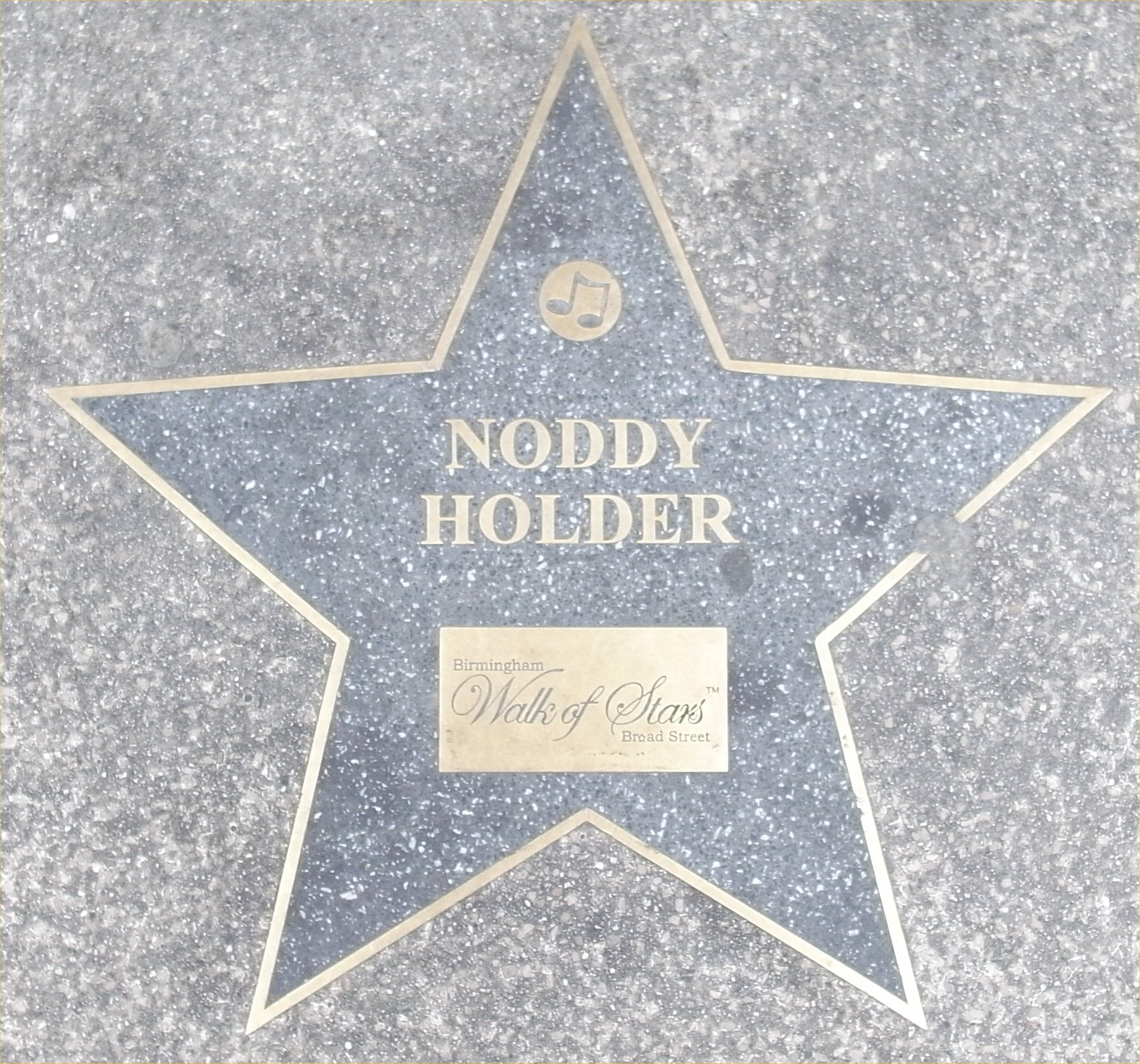
Звезда Нодди Холдера на Аллее звёзд в Бирмингеме

В 2000 году он был награждён Орденом Британской Империи за заслуги в шоу-бизнесе.
9 декабря 2007 года Холдер стал третьей знаменитостью, получившей звезду на Бирмингемской аллее звёзд. На церемонию награждения пришло 27 тысяч человек.
За последние 20 лет Холдер также озвучил, написал и спел песни или снялся во многих теле- радио- и кинорекламах. Он продолжает появляться в масс-медиа в разных качествах. Он постоянный телекритик и обозреватель в «Шоу Рэдклиффа и Макони» на второй радиопрограмме Би-би-си. Ведущий Рэдклифф часто обращается к нему «Сэр Нодвард Холдерширский».
В январе 2010 года Холдер с женой выиграли 30 тысяч фунтов на благотворительность в шоу «Звёздные Мистер и Миссис».

### Личная жизнь
С 2004 года Нодди женат на телепродюсере Сюзан Прайс, от которой у него сын Джанго, названный в честь Джанго Райнхардта. От предыдущего брака с Леандрой у Холдера две дочери — Джессика и Чарисс.